# Михоцкий, Станислав
Станислав Михоцкий (пол. Stanisław Michocki) — майор пехоты Войска Польского, солдат Польских легионов.

## Биография
С 6 августа 1914 года служил в Польских легионах, в 3-м пехотном полку. Особенно отличился 30 августа 1916 года в бою под деревней Рудка-Миринская, где он «повел взвод в атаку, закончившуюся захватом русских окопов. За этот поступок он был награждён орденом Virtuti militari». С 15 февраля 1918 года служил во 2-м Польском корпусе в России. 15 августа 1918 года перешел в 2-й полк польских стрелков в Сибири, в составе 5-й дивизии польских стрелков, где назначен командиром офицерской школы. 10 января 1920 года на станции Клюквенная попал в плен к большевикам, бежал и в декабре 1920 года вернулся в Польшу.
После возвращения в Польшу назначен в отряд 5-го Генерального штаба. В апреле 1928 года занял должность командира батальона в 11-м пехотном полку города Тарновске-Гуры. В марте 1931 года назначен на должность областного начальника молодёжной военной организации. С апреля 1934 года командир батальона в 10-м пехотном полку города Лович. С октября 1937 года заместитель командира в 9-м пехотном полку города Замосць.
Воевал в Сентябрьской кампании. Принимал участие в деятельности движения сопротивления во время немецкой оккупации, за что был арестован гестапо и убит в лагере Освенцим.

## Награды
- Серебряный крест ордена Virtuti militari[2]
- Крест Независимости[2]
- Крест Храбрых (четырежды)[2]
- Золотой Крест Заслуги[2]
- Медаль Победы[8]